# (2802) Weisell
(2802) Weisell es un asteroide perteneciente al cinturón de asteroides, descubierto el 19 de enero de 1939 por Yrjö Väisälä desde el Observatorio de Iso-Heikkilä, en Turku, Finlandia.

## Designación y nombre
Designado provisionalmente como 1939 BU. Fue nombrado Weisell en honor al padre del descubridor.